# Silpaprasertara
× Silpaprasertara, (abreviado Silpa) en el comercio, es un híbrido intergenérico entre los géneros de orquídeas Aerides × Ascocentrum × Sarcanthus. Fue publicado en Orchid Rev. 91(1071) cppo: 8 (1983 publ. 1982).